# Chorée
Pour les articles ayant des titres homophones, voir Corée et Choré.
Pour les articles homonymes, voir Chorée (homonymie).
 Mise en garde médicale
La chorée est une manifestation neurologique faisant partie des mouvements involontaires, anormaux et incontrôlables, pouvant notamment être source d'abasie.
Elle est définie par la survenue de mouvements incontrôlables non stéréotypés, anarchiques, aléatoires, brusques et irréguliers, de courte durée, de tout ou partie du corps et présents au repos et à l'action. Ces mouvements anormaux surviennent sur un fond d'hypotonie.

## Causes
Les causes les plus fréquentes sont :
- la chorée de Huntington, maladie génétique se traduisant par des mouvements choréiques et une détérioration intellectuelle progressive ;
- la chorée de Sydenham, ou « danse de Saint-Guy » devenue rare dans certains pays (notamment en France) et survenant dans les suites d'une angine à streptocoque non traitée ;
- le syndrome des antiphospholipides, associé ou non au lupus érythémateux ;
- un accident vasculaire cérébral ;
- une hyperthyroïdie dans sa forme avancée[2].

On compte aussi des chorées plus rares, comme :
- la chorée fibrillaire de Morvan se traduisant par un tremblement associé à de la fièvre, une forte insomnie et des hallucinations[3].

## Traitement
- Il vise à traiter la cause.
- Les neuroleptiques sont utiles à visée symptomatique.